# Goiás
Goiás es uno de los veintiséis estados que, junto con el distrito federal, forman la República Federativa de Brasil. Su capital y ciudad más poblada es Goiânia. Está ubicado en la región Centro-Oeste del país. Tiene como límites: Tocantins al norte, Bahía al noroeste, Minas Gerais, al este, Mato Grosso del Sur, al sur, y Mato Grosso al oeste; además, rodea completamente el Distrito Federal. Con 340 086 km² es el séptimo estado más extenso, por detrás de Amazonas, Pará, Mato Grosso, Minas Gerais, Bahía y Mato Grosso del Sur. El estado, que tiene el 3,3 % de la población brasileña, es responsable del 2,7 % del PIB brasileño.
La ciudad de Goiânia es sede de su propia región metropolitana, la única del estado. Otras ciudades importantes fuera de esa región metropolitana, son Anápolis, Río Verde, Itumbiara, Catalán, Luciania, Jataí, Mineros y Niquelandia. Goiás integra el Planalto (Meseta) Central, siendo constituido por tierras planas, cuya altura varía entre 200 y 800 m sobre el nivel del mar. Los ríos principales que discurren por el estado son el Paranaíba, Aporé, Araguaia, San Marcos, Corumbá, Claro, Paranã y Marañón.
La economía se basa en el comercio, en la industria minera, alimenticia, textil, mobiliaria, metalúrgica, y maderera, además de ganadería (principalmente bovinos y bubalinos) y agricultura (soja, arroz, algodón, caña de azúcar).
Los ganaderos y los bandeirantes de San Pablo fueron los primeros en ocupar la región, en busca de tierras más productivas. En 1592 fueron descubiertas las primeras minas de oro, pero solamente en 1727 el segundo Anhangüera (Bartolomeu Bueno da Silva) encontró la veta más rica: Meia Ponte, actual Pirenópolis. La exploración en busca de oro alcanzó su apogeo en la segunda mitad del siglo XVIII.
En 1748 fue creada la capitanía de Goiás, separada de la de San Pablo, que, en 1824, se convirtió en provincia. Al mismo tiempo en que las minas comenzaban a agotarse, la labranza y la ganadería se transformaron en las principales actividades económicas, a partir de 1860.
La apertura de caminos y la navegación, en el siglo XIX, facilitaron la salida de los productos, mientras la construcción de nuevas capitales (Goiânia en 1935, y Brasilia en 1956-1960) favoreció la economía.
Según un estudio genético autosómico, la composición de la población de Goiás es la siguiente: contribución europea de 83.7 %, contribución africana de 13.3 %, y contribución indígena de 3 %.
En 1988, la mitad norte del territorio de Goiás fue separado, formando el estado de Tocantins.

## Toponimia
El origen del topónimo Goiás (antes Goyaz) es incierto y requiere mayor investigación. Por lo general, se hace constar que el término vendría de la tribu de indios goiases que supuestamente habitaron en la región cercana a la ciudad de Goiás y extinguido rápidamente. Sin embargo, no hay rastros de la existencia de tal tribu. Sólo se hallan relatos distantes, escasos y divergentes en el sentido de que habría un mito entre, miembros dirigentes indígenas y mestizos Vicentinos de que los bandeiras iniciaron la ocupación de Goiás, en el siglo XVIII, diciendo que habría en el continente un pueblo llamado "goya" o "guayana", que poseía agricultura y cerámica y que estarían emparentados con la nación tupí. De ahí el término Guaiá, forma compuesta de "Gua" y "iá", que en tupí significa, entre otras acepciones, "individuos iguales", "personas del mismo origen." Esto nos lleva a suponer que cuando los bandeiras encontraron oro en la Serra Dourada, cerca de la actual ciudad de Goiás, el nombre mítico Guaiá habría sido utilizado para designar la zona por los indígenas paulistas, que también pertenecían al grupo tupí. Como los únicos miembros de los tupí en la región fueron los avá-canoeiros, podría concluirse que estaban, ciertamente, en contacto con esta tribu. Otra posible conclusión es que hayan sido kaiapós. Por lo tanto, el topónimo Goiás vendría de un malentendido de los primeros pioneros, motivados por los mitos de los indios que componían los bandeiras.
El nombre Goiás cuando se utiliza en el medio de una frase no lleva artículo, de la misma manera que sucede en la designación de Mato Grosso, Mato Grosso do Sul, Alagoas y Minas Gerais.

## Geografía

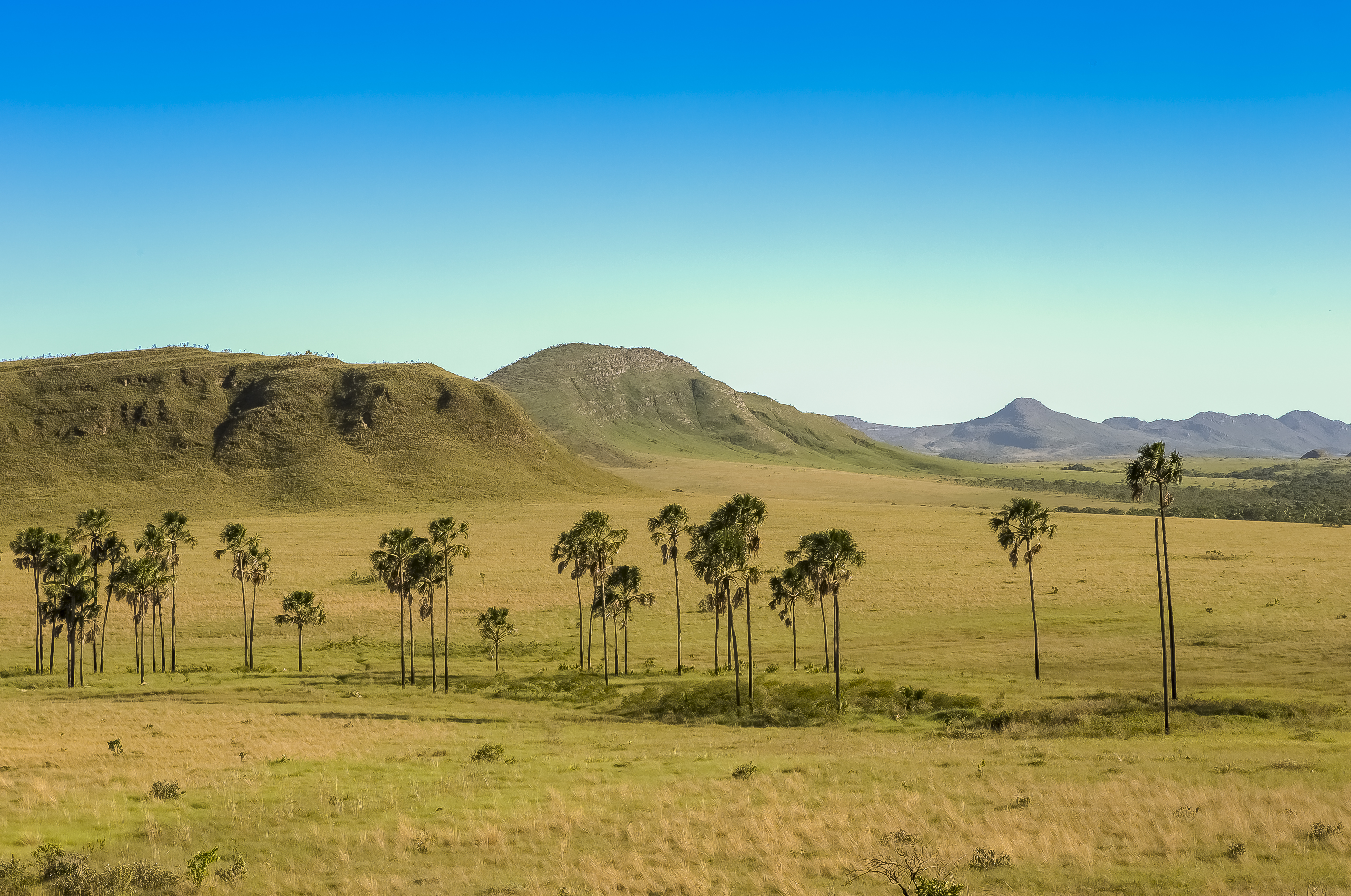
El Parque nacional de la Chapada de los Veadeiros.

### Relieve
El estado de Goiás se encuentra en Meseta Central brasileña, entre mesas, mesetas, depresiones y valles.
Hay bastantes variaciones en relieve en Goiás, donde los terrenos cristalinos antigua sedimentarias, las áreas de mesetas muy trabajadas por la erosión y mesetas ocurren, presentando características físicas de sorprendentes contrastes y la belleza natural. Los picos más altos se encuentran al este y al norte, en la Chapada dos Veadeiros (1784 metros), en la Sierra de los Cristales (1250 metros) y Serra dos Pireneus (1395 metros). Las elevaciones más bajas se producen sobre todo en el estado occidental.

### Clima

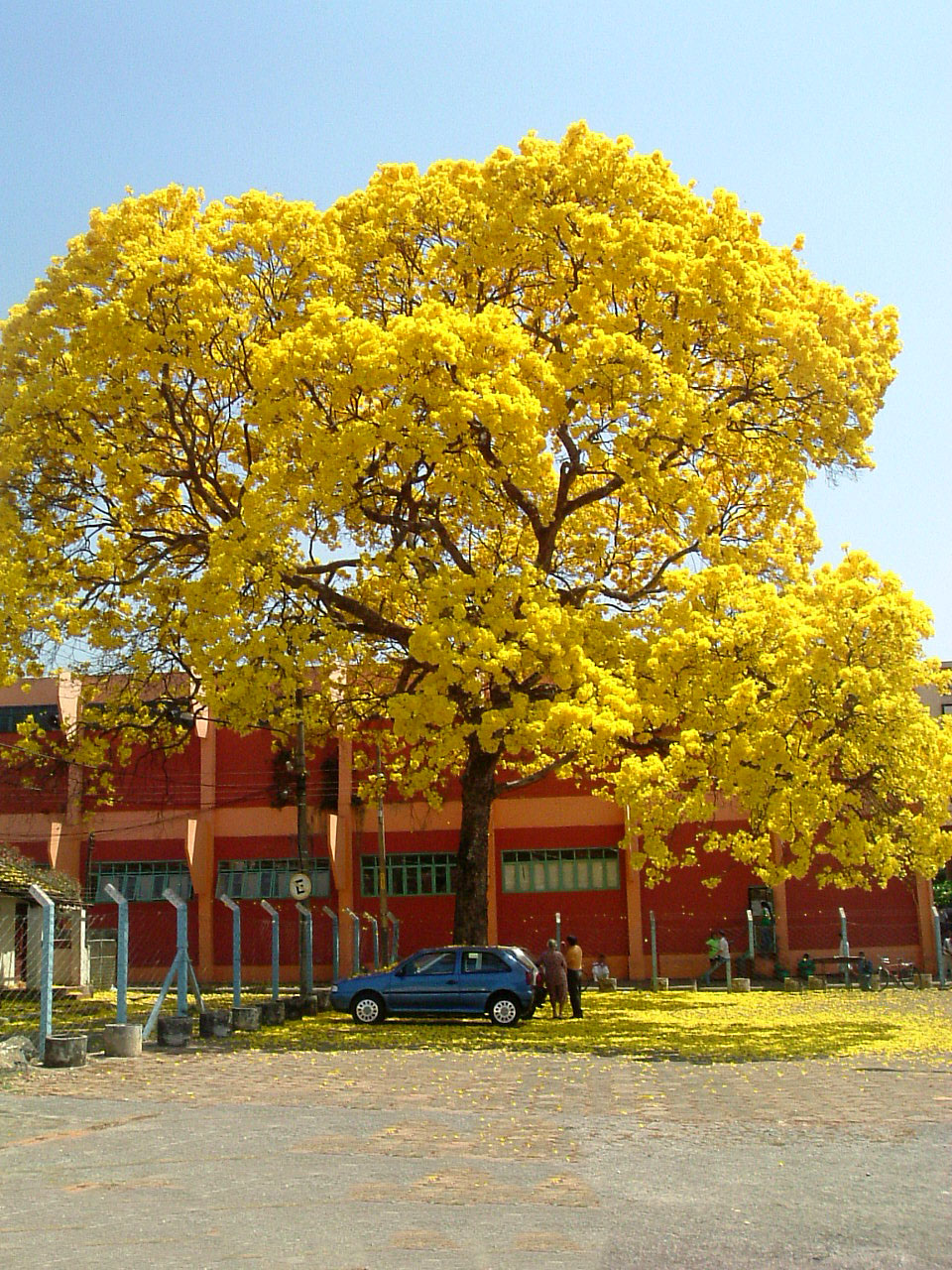
Ipê-amarelo, en Goiânia.

El clima es tropical semi-húmedo. Básicamente hay dos estaciones: la estación lluviosa entre octubre y abril, y la estación seca entre mayo y septiembre.
La temperatura media es de 26 °C y tiende a aumentar en el oeste y el norte, disminuyendo en el suroeste, sur y este. Las temperaturas más altas se registran entre septiembre y octubre, el máximo puede alcanzar hasta 40 °C. Las temperaturas más bajas, a su vez, se registran entre mayo y julio, cuando el mínimo, dependiendo de la región, puede descender hasta los 9 °C. El tipo de clima tropical está presente en la mayor parte del Estado, con inviernos secos y veranos lluviosos. Las temperaturas varían de una región a otra: al sur rondan los 20 °C aumentando en el norte a 25 °C. El índice de precipitaciones sigue el régimen de temperaturas. Al oeste del Estado, el índice alcanza 1,8 cm anuales decrecientes hacia el este a 1,5 cm/año. En parte del estado, más precisamente en la meseta de Anápolis y Luziânia el clima tropical es de altura con temperaturas medias anuales más bajas; sin embargo, las precipitaciones siguen el mismo esquema que en el resto del Estado.

### Hidrografía
Goiás es bañada por tres cuencas hidrográficas: la del río Paranã, la del río Tocantins y la del río Araguaia. Los ríos principales son: Paranaíba, Aporé, Araguaia, San Marcos, Corumbá, Light, Paranã, dos Bois, de las almas, Red, Palmeiras y Maranhão. 
Lagos y lagunas

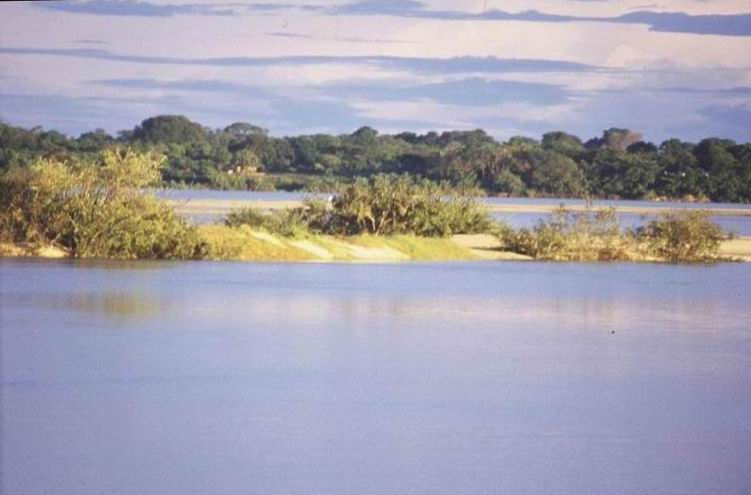
Río Araguaia en agosto de 2004.

- Lagoa Feia – En las cascadas del Río Preto, cerca de Formosa.
- Lagoa Formosa – En el municipio de Planaltina, próximo a Brasilia.
- Lagoa Piratininga – En el municipio de Caldas Novas.
- Lagoa dos Tigres – Sus aguas vienen del río Água Limpa. Desemboca en el río Vermelho, en el municipio de Britânia.
- Lagoa Santa (Goiás) – Sus aguas son consideradas medicinales.
- Lago do Ribeirão o lago Caçu - En el municipio de Caçu, formado por el embalsamiento del río Claro.
- Lagoa Bonita – o Lagoa Mestre D’Armas, cerca de la ciudad de Planaltina.
- Lago Azul – En el municipio de Três Ranchos.
- Lago do Acará – En el municipio de Britânia (Goiás), desemboca en el río Araguaia.
- Lago de Cachoeira Dourada – Formado por el embalsamiento del río Paranaíba para la hidroeléctrica Cachoeira Dourada.
- Lago do Rio Verdinho - Entre los municipios de Caçu e Itarumã, formado por el embalsamiento del río Verde
- Lago do Iú – En el municipio de Jussara.
- Lago de Serra da Mesa - En los municipios de Niquelândia, Minaçu e Uruaçu, mayor lago de Goiás y do Brasil en volumen de agua.
- Lago de Cana Brava - En los municipios de Minaçu e Cavalcante.
- Lago das Brisas - En los municipios de Itumbiara e Buriti Alegre. Formado por un embalse, acoge la séptima mayor planta hidroeléctrica de Brasil, la Usina de Itumbiara.
- Lago Por do sol- Iporá importante espacio sociocultural del municipio y la región.

## Demografía

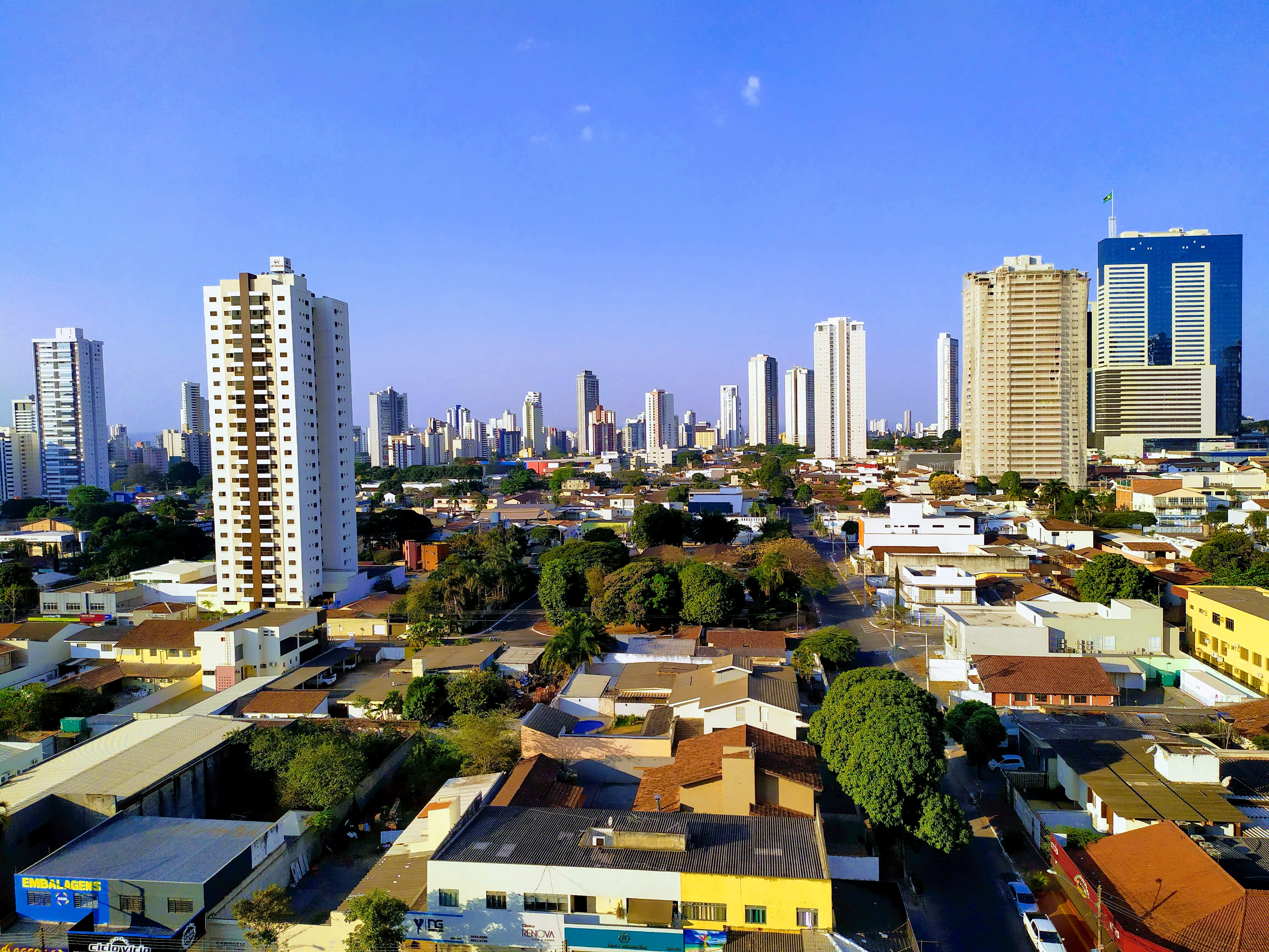
Goiânia, capital del estado.

Urbanización: 88,6% (2006); Crecimiento de la población: 2,5% (1991-2000); Viviendas: 1.749.000 (2006). Tiene una población actual de 7 157 000.
Los grupos étnicos que se encuentran en Goiás incluyen: italianos, amerindios, portugueses, africanos, alemanes, árabes, libaneses y sirios. Según un estudio de ADN autosómico de 2008, la composición ancestral de Goiás es 83,70% europea, 13,30% africana y 3,0% amerindia. El último censo de la PNAD (Investigación Nacional por Muestreo de Domicilios) reveló las siguientes cifras: 2.076.000 pardos (42,44%), 3.433.000 blancos (51,45%), 329.000 negros (5,60%), 16.000 asiáticos (0,26%). ), 15.000 amerindios (0,25%).

## Economía
El sector de servicios es el componente más grande del PIB con 43.9 %, seguido por el sector industrial con 35.4 %. La agricultura representa el 20,7 % del PIB (2004). Exportaciones de Goiás: soja 49.2%, carne de ganado 10.5 %, oro 9.1 %, otra carne 7.5 %, hierro 7.4 %, cuero 4 % (2002).
Participación de la economía brasileña: 2.4 % (2005).

### Agricultura

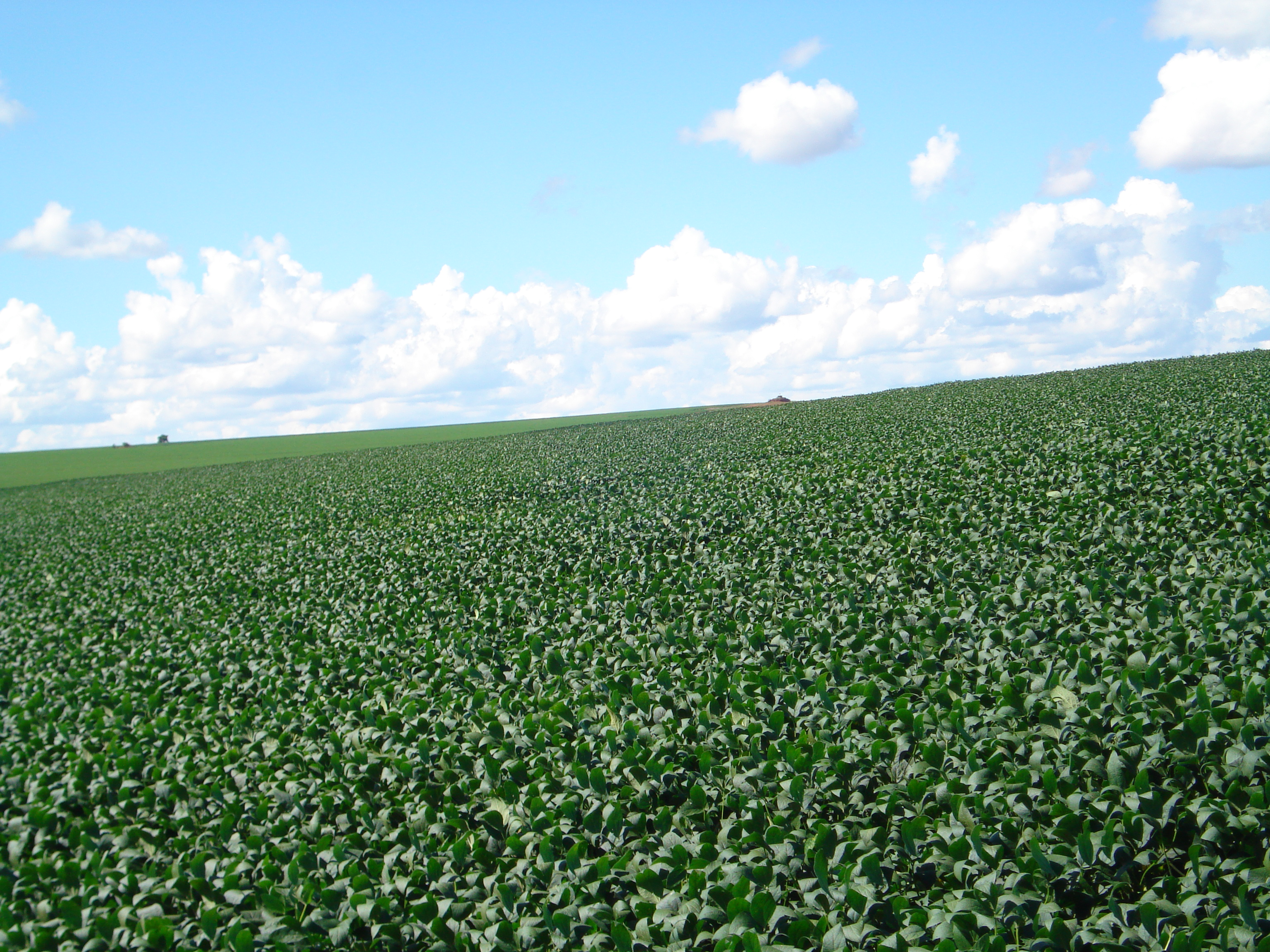
Cultivos de soja en Goiás

La agricultura en total representó el 21 % del PIB del estado. El estado de Goiás se destaca en la producción de caña de azúcar, maíz, soja, sorgo, tomate, frijoles, girasol, ajo, además de producir también algodón, arroz, café y trigo. 
En 2019, Goiás era el estado brasileño con la cuarta producción de granos más alta, el 10 % de la producción nacional.
Goiás es el segundo mayor productor de caña de azúcar en el país, el 11.3 % de la producción nacional, con 75.7 millones de toneladas cosechadas en la cosecha 2019/20. En el mismo año, fue el cuarto mayor productor de soja, con 12,46 millones de toneladas. Tiene el liderazgo nacional en la producción de sorgo: produjo el 44 % de la producción de cultivos brasileños en el ciclo 2019/2020, con una cosecha de 1.09 millones de toneladas. El estado también es el líder brasileño en la producción de tomate: en 2019 produjo más de 1.2 millones de toneladas, un tercio de la producción total del país. En 2017, fue el cuarto más grande productor de maíz en el país. En 2019, Goiás se convirtió en el líder de la producción brasileña de ajo. Goiás fue el cuarto mayor productor de frijoles en Brasil en la cosecha 2017/18, con 374 mil toneladas, y tiene alrededor del 10 % de la producción del país. El estado también ocupa el tercer lugar en el algodón, pero la mayor parte de la producción nacional es de Mato Grosso y Bahía. Goiás tiene solo el 2.3 % de participación. En girasol, en 2020 Goiás fue el segundo mayor productor nacional, con 41.8 %, perdiendo solo de Mato Grosso. En arroz, Goiás es el octavo productor más grande de Brasil, con el 1 % de la producción nacional.

### Ganado
Goiás es líder en el país en la cría de animales. En 2016, Goiás tenía la tercera manada de vacuno más grande de Brasil: 22,6 millones de cabezas de ganado. El número de cerdos en Goiás fue aproximadamente 2.0 millones de cabezas en 2015. El Estado tenía la sexta manada brasileña más grande, el 5 % de la manada nacional. Entre los municipios de Goiás que se destacaron, Rio Verde tenían la tercera población nacional más grande. En 2016 Goiás fue el cuarto mayor productor de leche, representando el 10.1 % de la producción de leche del país. El número de pollos en el estado fue de 64.2 millones de cabezas en 2015. La producción de huevo este año fue de 188 millones de docenas. Goiás fue el noveno mayor productor de huevos, el 5 % de la producción nacional.

### Minería

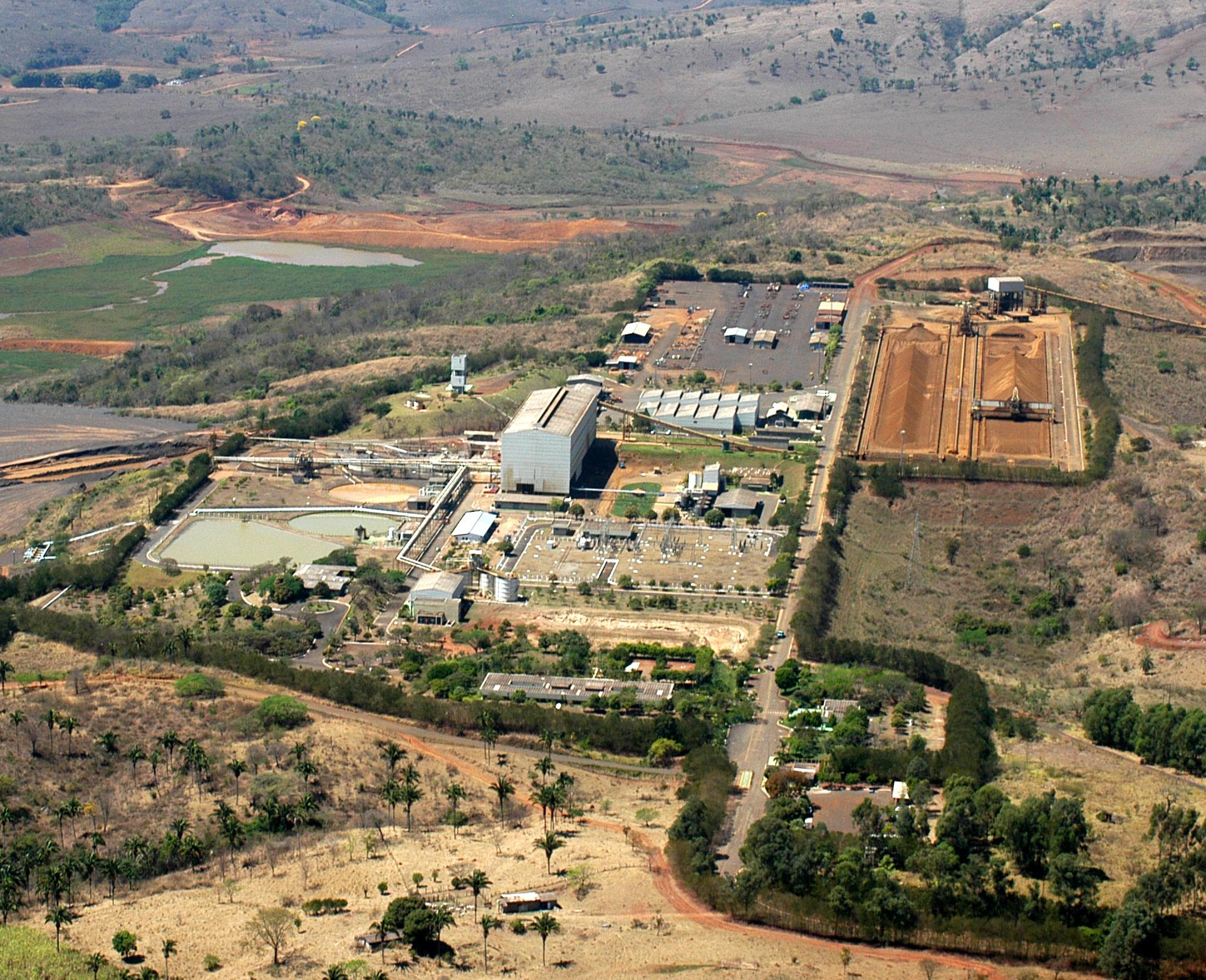
Complejo químico-mineral de la empresa Fosfértil en Catalão.

Los minerales también son importantes, ya que el estado es un importante productor de níquel, cobre, oro, niobio y aluminio (bauxita). Goiás tenía el 4.58 % de la participación minera nacional (tercer lugar en el país) en 2017. En níquel, Goiás y Pará son los únicos dos productores en el país, Goiás es el primero en producción, habiendo obtenido 154 mil toneladas. a un valor de R $ 1,4 mil millones. En cobre, fue el segundo mayor productor del país, con 242 mil toneladas, con un valor de R $ 1,4 mil millones. En oro, fue el cuarto productor más grande del país, con 10,2 toneladas, con un valor de R $ 823 millones. En niobio (en forma de pirocloro), fue el segundo mayor productor del país, con 27 mil toneladas, con un valor de R $ 312 millones. En aluminio (bauxita), fue el tercer productor más grande del país, con 766 mil toneladas, con un valor de R $ 51 millones.
En piedras preciosas, Goiás es uno de los estados productores de esmeraldas de Brasil. Campos Verdes es considerada la "capital de las esmeraldas". El estado también ha visto la producción de turmalina (Brasil es uno de los mayores productores de esta gema) y zafiro (en modo raro).

### Industria

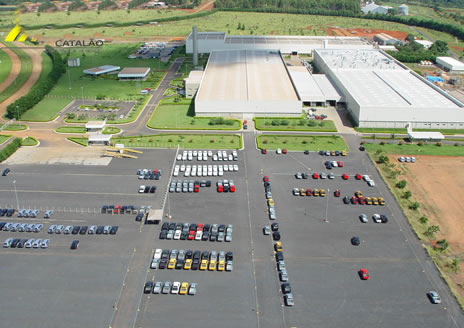
La planta de Mitsubishi en Catalão.

Goiás tuvo en 2017 un PIB industrial de R $ 37,1 mil millones, equivalente al 3,1 % de la industria nacional. Emplea a 302,952 trabajadores en la industria. Los principales sectores industriales son: construcción (25,6 %), alimentos (25,2 %), servicios públicos de servicios industriales, como electricidad y agua (17,2 %), productos derivados del petróleo y biocombustibles (7,4 %) y productos químicos (3,7 %). Estos cinco sectores concentran el 79.1 % de la industria del estado.
Goiânia y Aparecida de Goiânia se han convertido en centros de industrias de procesamiento de alimentos, Anápolis de fábricas farmacéuticas. Rio Verde, en el suroeste, es una de las ciudades pequeñas de más rápido crecimiento con muchas industrias nuevas ubicadas en el área y Catalão es un centro metalmecánico y químico.
En Brasil, el sector automotriz representa cerca del 22 % del PIB industrial. Goiás tiene fábricas de Mitsubishi, Suzuki y Hyundai.

## Turismo

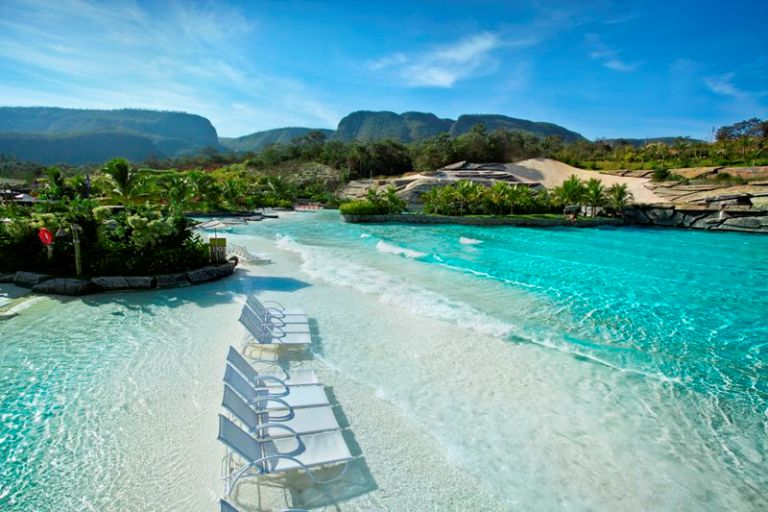
Hotel en Caldas Novas.

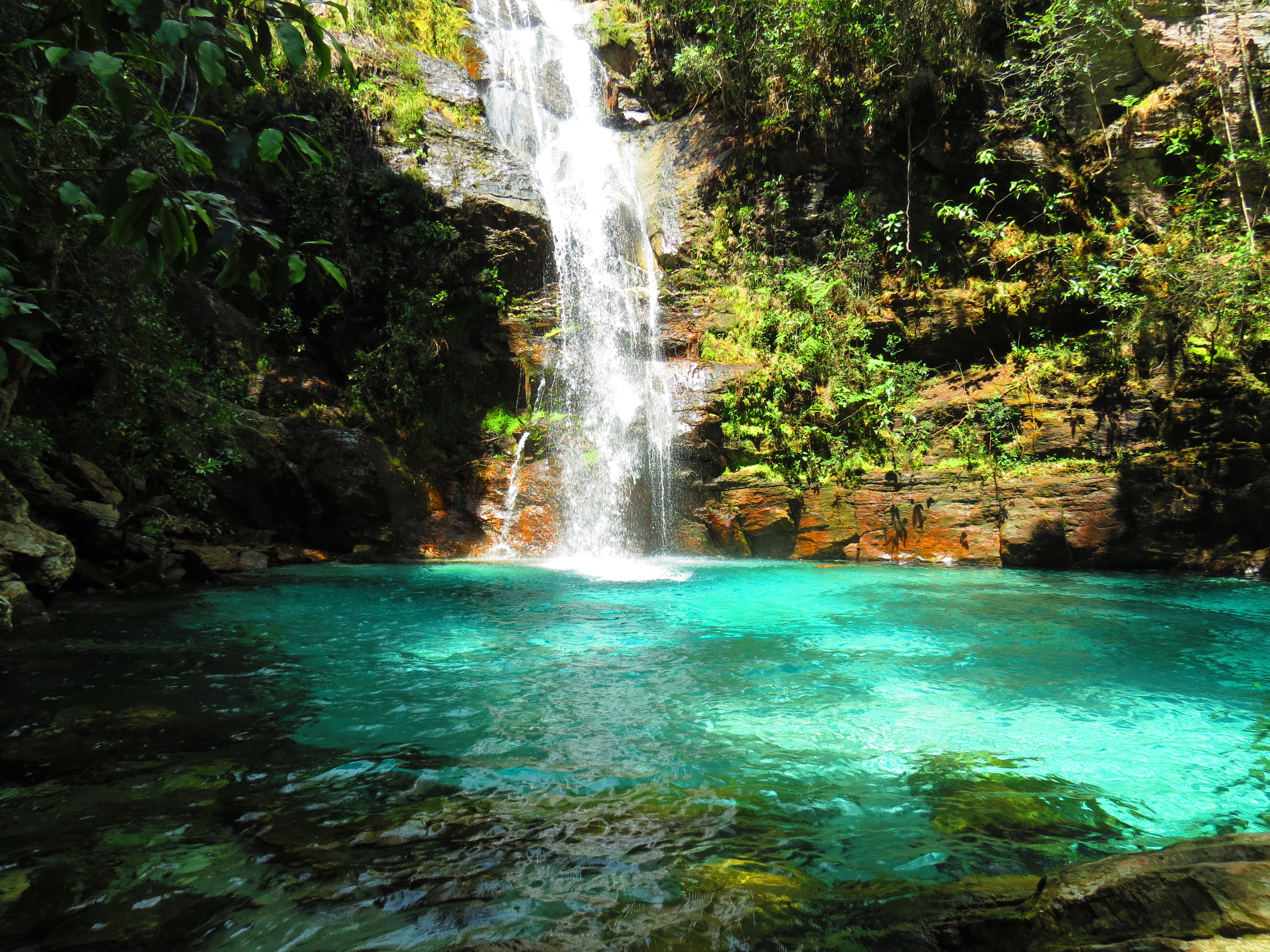
Cascada de Santa Bárbara en Cavalcante.

La localidad turística más conocida del estado es Caldas Novas, famosa por sus aguas termales, siendo la estación hidrotermal más grande del mundo, con varias estaciones que utilizan las aguas de estas aguas termales con fines terapéuticos y recreativos. Algunos de los balnearios de la ciudad están inspirados en las antiguas termas romanas. La Región atrae turistas de todo Brasil y del mundo.
También hay varios lugares donde se practica el ecoturismo, principalmente en el Chapada dos Veadeiros, un parque nacional reconocido por la diversidad de sus paisajes.
Patrimonio de la Humanidad de renombre internacional, la ciudad de Goiás se destaca por su importancia histórica y arquitectura colonial.
Pirenópolis es una ciudad en el interior del estado de Goiás, conocida por sus casas coloniales conservadas y calles empinadas de piedra.

## Infraestructura

### Carreteras

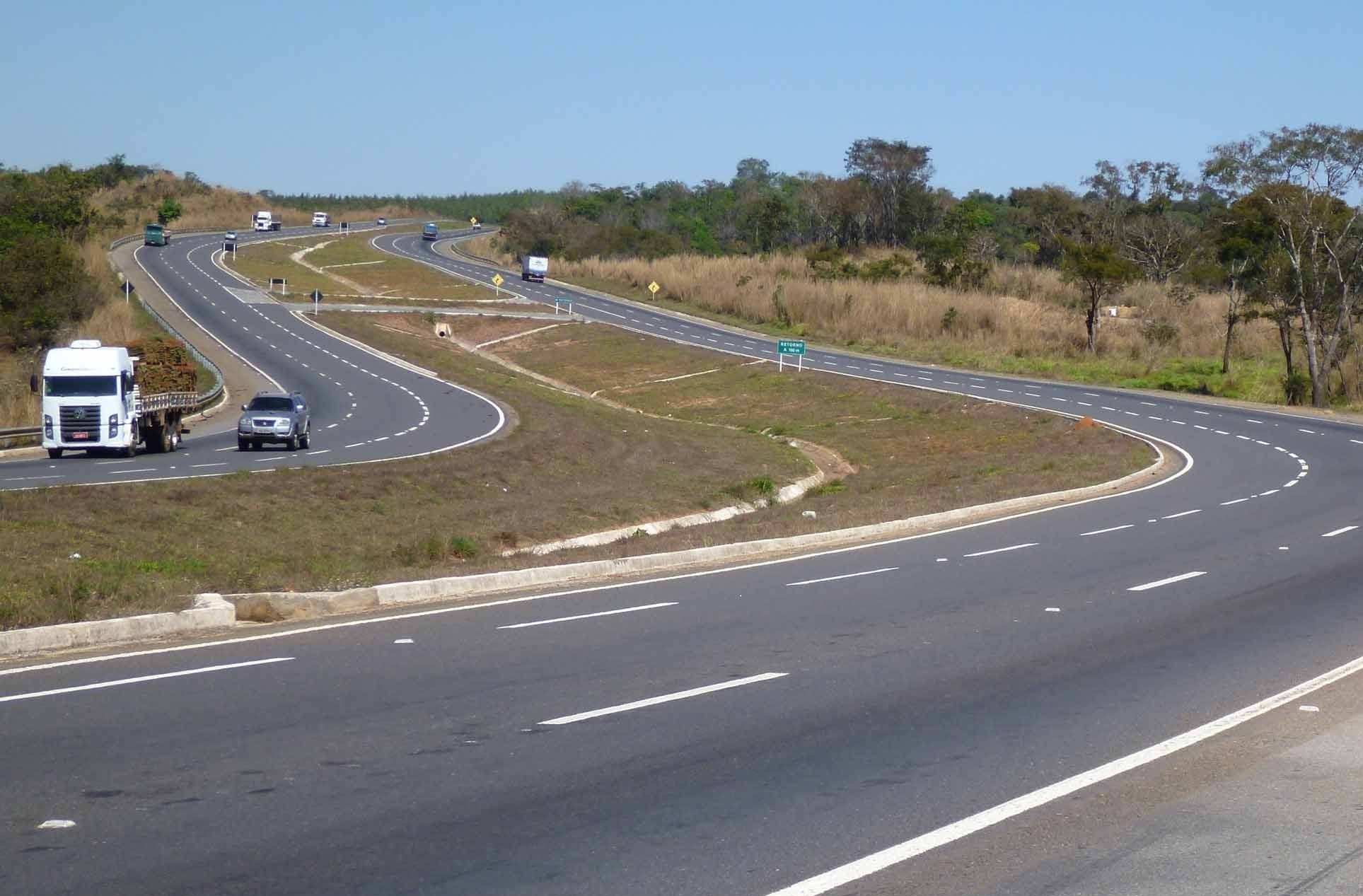
BR-060, entre Brasília y Goiânia.

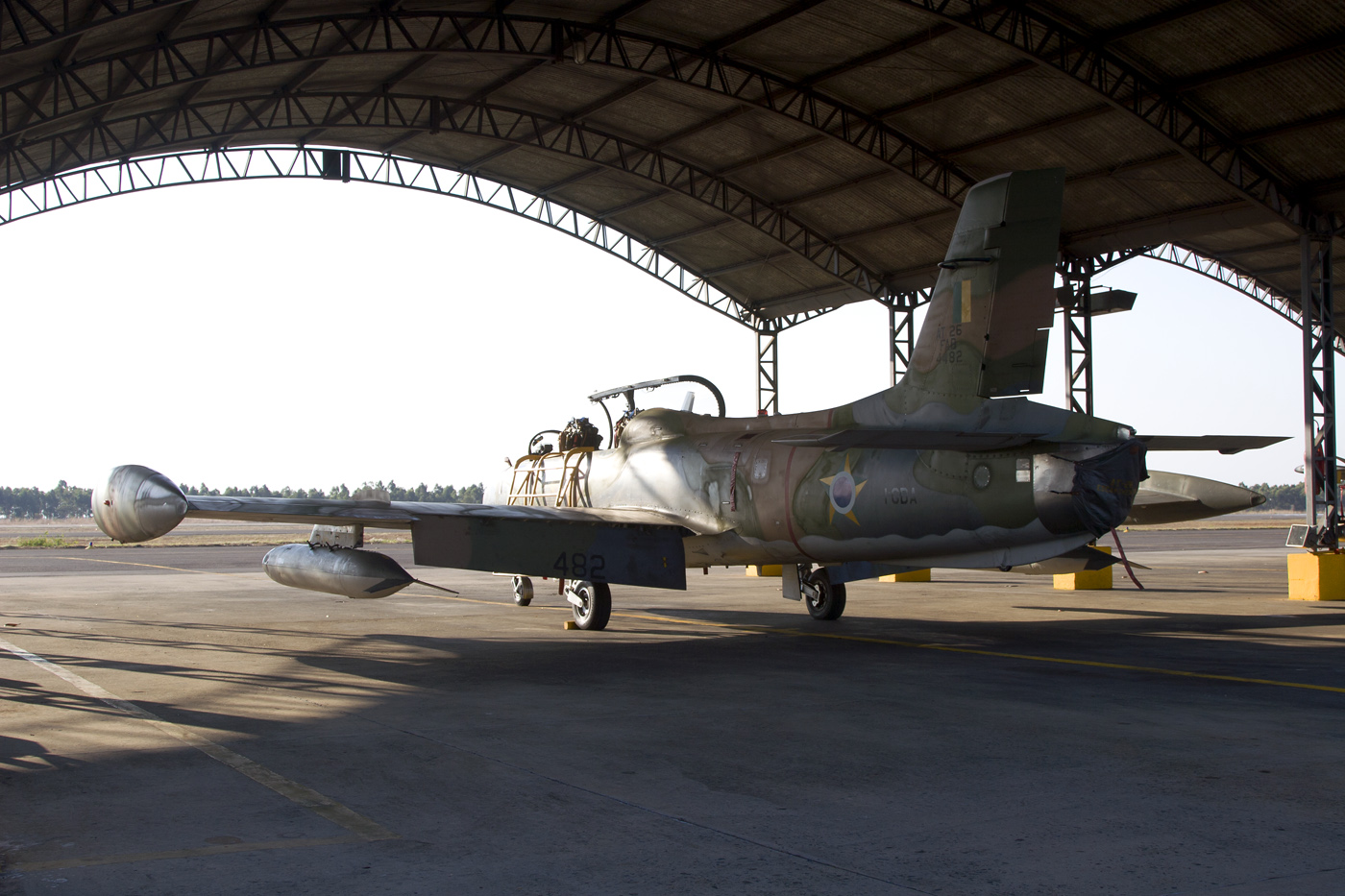
Base Aérea de Anápolis.

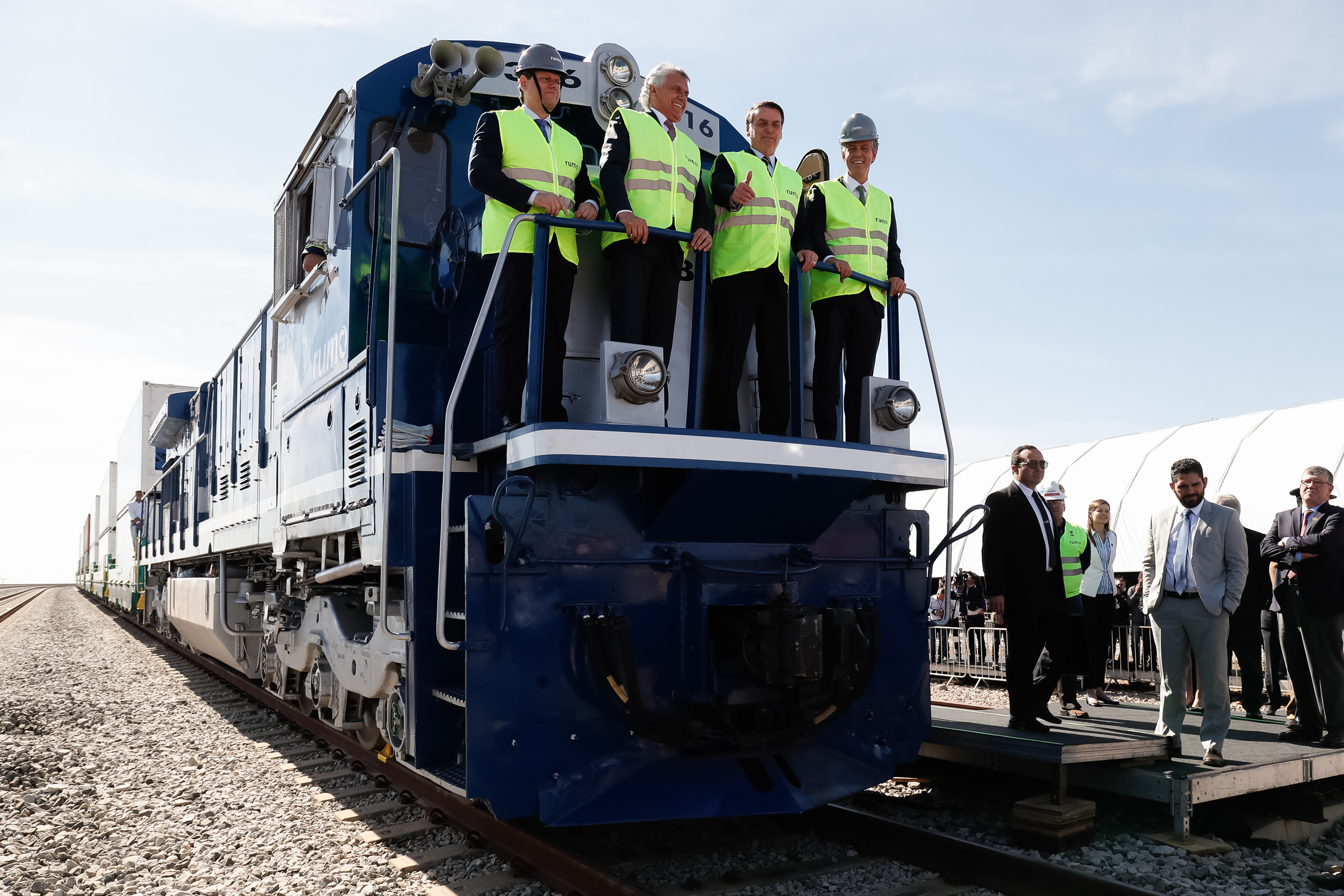
El presidente de la República, Jair Bolsonaro, posa para una foto durante la ceremonia de firma del contrato de concesión del tramo Norte-Sur, en 2019, en Anápolis.

En 2017, el estado contaba con una red vial total de 96.642,1 km, incluyendo vías municipales, del estado de Goiás y federales. A diciembre de 2021, Goiás poseía, además de carreteras municipales, 21.212,67 km de carreteras del estado de Goiás y 2.094,3 km de carreteras federales. Hay más de 13.000 km de carreteras pavimentadas y unos 1.200 km de carreteras duplicadas. El BR-060 tiene más de 520 km duplicados entre Brasilia, Goiânia y Jataí. La BR-050 está duplicada casi en su totalidad en el estado, con más de 200 km de carreteras entre Cristalina y la frontera con Minas Gerais. También se duplica la BR-153 entre Goiânia y la frontera con Minas Gerais, además de las carreteras que conectan Goiânia con la BR-070. La duplicación de carreteras en el estado comenzó en la década de 2000 y ha evolucionado constantemente desde entonces. Actualmente hay un proyecto para duplicar la BR-153 entre Anápolis y la frontera con Tocantins.
Solo hay una vía fluvial en el río Paranaíba, y su puerto principal es São Simão, que forma parte de la Hidrovia Paraná-Tietê.
El tráfico aéreo en Goiás tiene varios aeropuertos, siendo el más activo el Santa Genoveva, en Goiânia. Se ha construido una base aérea en Anápolis para aviones supersónicos de la Fuerza Aérea Brasileña.
Uno de los ferrocarriles más importantes del estado es el Ferrovia Norte-Sul (Ferrocarril Norte-Sur). El 4 de marzo de 2021 entró en operación el tramo entre São Simão (GO) y Estrela d'Oeste (SP). En São Simão, se construyó una terminal con capacidad estática de 42.000 toneladas y capacidad para procesar 5,5 millones de toneladas de soja, maíz y harina de soja al año. El 29 de mayo de 2021, partió de la terminal multimodal de Rio Verde (GO) la primera composición ferroviaria cargada con soja, con destino al Puerto de Santos. Este viaje marcó la inauguración del tramo entre Rio Verde y São Simão (GO) con poco más de 200 km.·

## Deportes

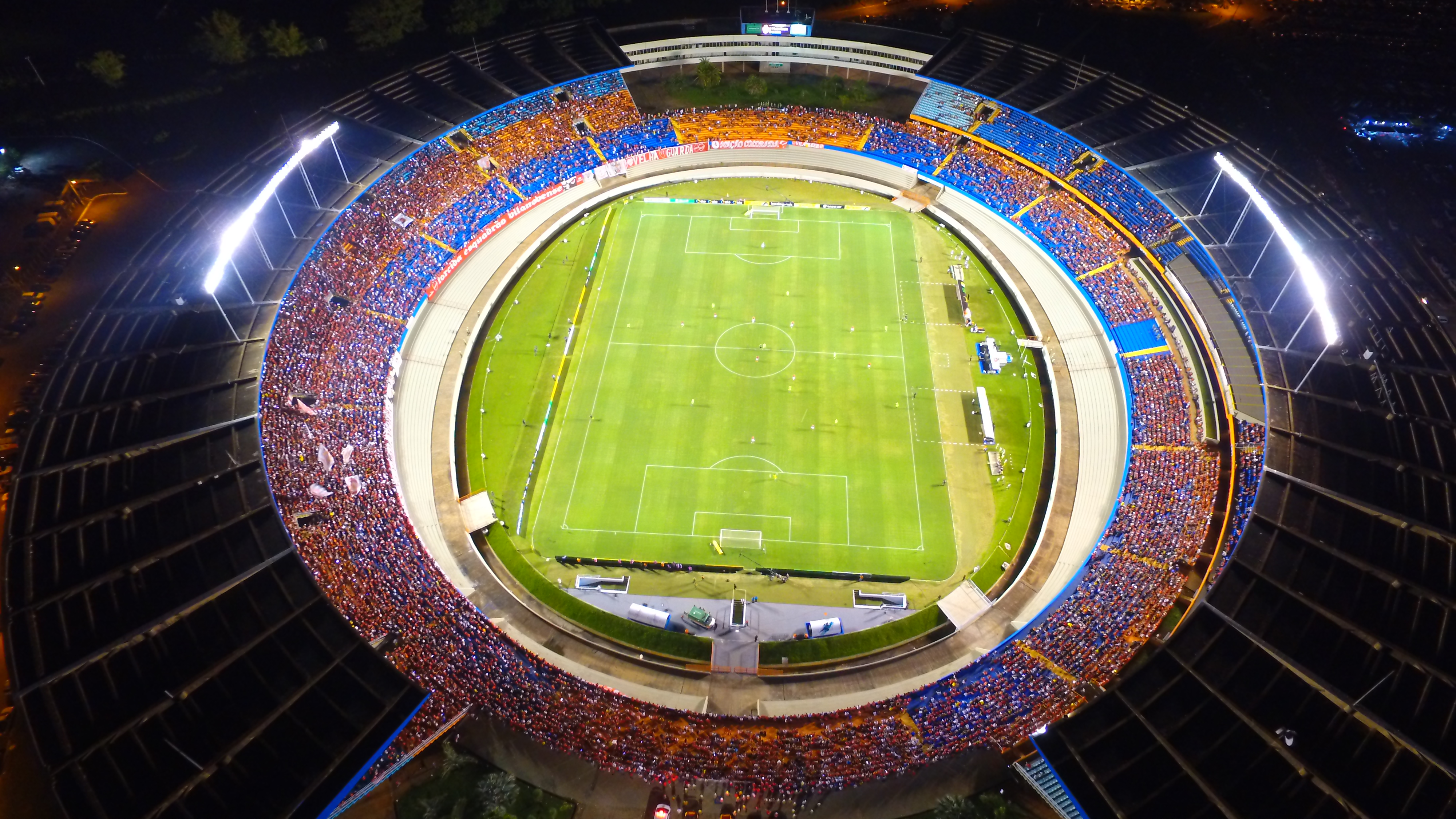
Estadio Serra Dourada.

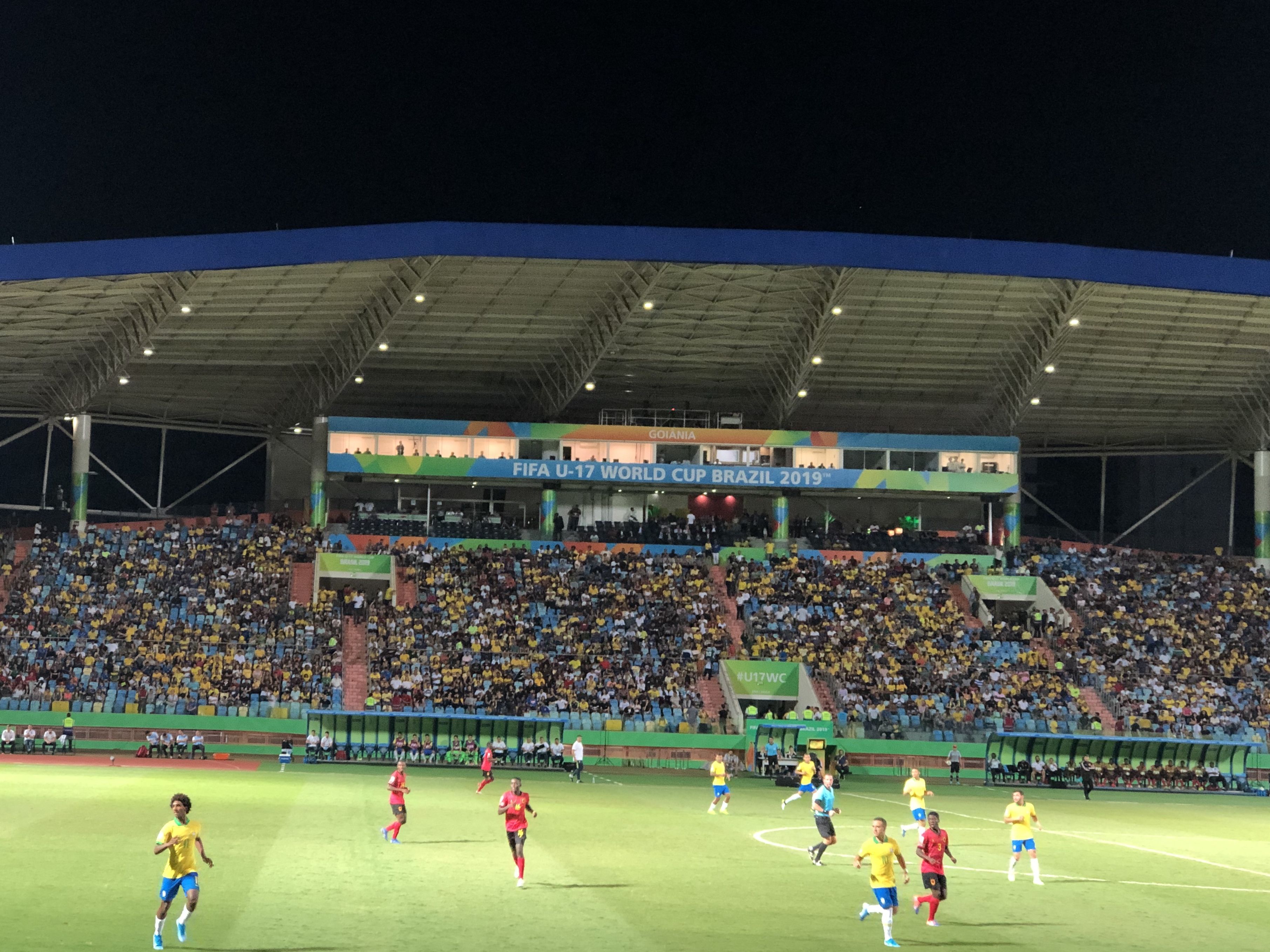
Estadio Olímpico Pedro Ludovico Teixeira.

El principal deporte del estado es el fútbol. Los principales clubes de fútbol son Goiás, Atlético Goianiense, Vila Nova, Anápolis,  Itumbiara, Anapolina, CRAC y Goiânia. Los principales estadios de Goiás son el Estadio Serra Dourada y el Estadio Olímpico Pedro Ludovico Teixeira, que fue elegido como uno de los anfitriones de la Copa Mundial de Fútbol Sub-17 de 2019.
El voleibol también es ampliamente practicado por la población de Goiás, ocupando el 3.er lugar en preferencia, con el futsal en segundo lugar. El rugby ocupa el cuarto lugar en la preferencia de Goiás. Un lugar donde se practica ampliamente el voleibol y el fútbol sala es en la ciudad de Anápolis, que cuenta con un gimnasio internacional capaz de albergar partidos oficiales, el Gimnasio Internacional Newton de Faria.
En el estado nacieron los medallistas olímpicos Dante en voleibol y Carlos Jayme en natación, así como medallistas en campeonatos mundiales, como César Sebba en baloncesto y Diogo Villarinho en maratón acuático.

## Municipios más poblados
Los municipios listados están con la población actualizada con la estimación de 2016
| Municipio                | Población | Municipio                       | Población | Municipio                    | Población |
| ------------------------ | --------- | ------------------------------- | --------- | ---------------------------- | --------- |
| 1. Goiânia               | 1 448 639 | 16. Caldas Novas                | 83 220    | 31. Santa Helena de Goiás    | 38 563    |
| 2. Aparecida de Goiânia  | 532 135   | 17. Santo Antônio do Descoberto | 70 950    | 32. Posse                    | 35 128    |
| 3. Anápolis              | 370 875   | 18. Goianésia                   | 66 649    | 33. Goiatuba                 | 34 179    |
| 4. Rio Verde             | 212 237   | 19. Cidade Ocidental            | 65 520    | 34. São Luís de Montes Belos | 32 808    |
| 5. Luziânia              | 196 864   | 20. Mineiros                    | 61 623    | 35. Iporá                    | 32 218    |
| 6. Águas Lindas de Goiás | 191 499   | 21. Cristalina                  | 54 337    | 36. Padre Bernardo           | 31 646    |
| 7. Valparaíso de Goiás   | 156 419   | 22. Inhumas                     | 51 932    | 37. Pires do Rio             | 30 520    |
| 8. Trindade              | 140 930   | 23. Quirinópolis                | 47 950    | 38. Minaçu                   | 30 862    |
| 9. Formosa               | 114 036   | 24. Jaraguá                     | 47 513    | 39. Bela Vista de Goiás      | 28 077    |
| 10. Novo Gama            | 108 410   | 25. Niquelândia                 | 45 582    | 40. Nerópolis                | 27 812    |
| 11. Senador Canedo       | 102 947   | 26. Porangatu                   | 45 055    | 41. Palmeiras de Goiás       | 26 855    |
| 12. Itumbiara            | 101 544   | 27. Morrinhos                   | 45 000    | 42. Itapuranga               | 26 612    |
| 13. Catalão              | 100 590   | 28. Goianira                    | 40 338    | 43. Ipameri                  | 26 563    |
| 14. Jataí                | 97 077    | 29. Itaberaí                    | 40 259    | 44. Alexânia                 | 26 457    |
| 15. Planaltina           | 88 178    | 30. Uruaçu                      | 39 787    | 45. Piracanjuba              | 24 830    |